# مصيف شيرانه
مصيف شيرانه (بالكردية: گەلی شيرانه)‏ وهو أحد أشهر مصايف وفيه أنقى المياه بإقليم كردستان في العراق، يقع على بعد 90 كيلومتر عن مركز محافظة دهوك في ناحية ديرلوك التابعة إلى قضاء العمادية.